# 青岛公交30路线
青岛公交30路线，是青岛市胶州湾东岸城区的一条公交线。该路线自1981年12月15日起开通运营，途经市北区，是高峰发车时间间隔最短的5条线之一。

## 路线走向
- 下行：途经舞阳路、四流南路、人民路、威海路、台东一路、辽宁路、郭口路。
- 上行：途经郭口路、威海路、人民路、四流南路、舞阳路。 [參⁠ 3][參⁠ 4][參⁠ 1]

## 停车站点
本路线共设置14个停车站点，其中1个为单向站点。
| 序号 | 站名             | 下行                          | 下行                      | 上行                          | 上行                      | 换乘地铁    | 备注 |
| 序号 | 站名             | 停车                          | 站位                      | 停车                          | 站位                      | 换乘地铁    | 备注 |
| ---- | ---------------- | ----------------------------- | ------------------------- | ----------------------------- | ------------------------- | ----------- | ---- |
| 1    | 胜利桥站         | 向下箭头图形 · 无轨电车的图形 | 四流南路/郑州路           | 向上箭头图形 · 无轨电车的图形 | 舞阳路/四流南路           | 胜利桥站1   |      |
| 2    | 四流南路开封路站 | 向下箭头图形 · 无轨电车的图形 | 四流南路/阜阳路           | 向上箭头图形 · 无轨电车的图形 | 四流南路/阜阳路           | 开封路站1   |      |
| 3    | 中心医院站       | 向下箭头图形 · 无轨电车的图形 | 四流南路/中心医院西门辅路 | 向上箭头图形 · 无轨电车的图形 | 四流南路/中心医院西门辅路 |             |      |
| 4    | 肿瘤医院站       | 向下箭头图形 · 无轨电车的图形 | 四流南路/开平路           |                               |                           |             |      |
| 5    | 水清沟站         | 向下箭头图形 · 无轨电车的图形 | 四流南路/河清路           | 向上箭头图形 · 无轨电车的图形 | 四流南路/长沙路           | 水清沟站1   |      |
| 6    | 北岭山森林公园站 | 向下箭头图形 · 无轨电车的图形 | 四流南路/金沙路           | 向上箭头图形 · 无轨电车的图形 | 四流南路/雍翠华苑小区北门 |             |      |
| 7    | 北岭站           | 向下箭头图形 · 无轨电车的图形 | 人民路/宁岗路             | 向上箭头图形 · 无轨电车的图形 | 人民路/杭州路             | 北岭站1     |      |
| 8    | 瑞昌站           | 向下箭头图形 · 无轨电车的图形 | 人民路/瑞昌路             | 向上箭头图形 · 无轨电车的图形 | 人民路/昌化路             |             |      |
| 9    | 嘉定站           | 向下箭头图形 · 无轨电车的图形 | 人民路/嘉兴路             | 向上箭头图形 · 无轨电车的图形 | 人民路/嘉兴路             |             |      |
| 10   | 小村庄站         | 向下箭头图形 · 无轨电车的图形 | 人民路/阜新路             | 向上箭头图形 · 无轨电车的图形 | 人民路/阜新路             | 小村庄站1   |      |
| 11   | 抚顺路站         | 向下箭头图形 · 无轨电车的图形 | 人民路/抚顺路             | 向上箭头图形 · 无轨电车的图形 | 人民路/抚顺路             |             |      |
| 12   | 海泊桥站         | 向下箭头图形 · 无轨电车的图形 | 人民路/铁岭路             | 向上箭头图形 · 无轨电车的图形 | 人民路/铁岭路             | 海泊桥站14  |      |
| 13   | 威海路站         | 向下箭头图形 · 无轨电车的图形 | 威海路/四平路             | 向上箭头图形 · 无轨电车的图形 | 威海路/洮南路             | 内蒙古路站4 |      |
| 14   | 台东站           | 向下箭头图形 · 无轨电车的图形 | 郭口路/辽宁路             | 向上箭头图形 · 无轨电车的图形 | 郭口路/姜沟路             | 台东站12    |      |

## 运营时间
以下均为当地时间（UTC+8）为准。
- 胜利桥站（主站）：05:00-22:40
- 台东站（副站）：04:30-22:30

## 票制票价
本路线车辆均为普通车，无人售票一票制。每人次投币CNY ¥ 1。

## 历史沿革
- 1980年，30路线开始筹建，新建接触网全长5 km，在威海路长春路口新建变电站1座。
- 1981年12月15日，30路线建成通车。路线由东镇车站经四方北岭到造纸厂车站，全程8.5 km。
- 因人民路道路施工，2007年1月23日至2月15日，30路线电车改由汽车暂时代替。[參⁠ 7]
- 2010年10月14日晚，受胶州湾大桥施工影响，胜利桥以南部分路段接触网调整，胜利桥站台拆除，30路线将上客站沿舞阳路向北调整约50米。
- 为配合市北商业圈的改造，2010年11月7日起，30路线南端不再经由威海路左转桑梓路、左转人和路、左转郭口路、再右转威海路掉头，改由威海路右转台东一路-辽宁路、左转郭口路、再左转威海路，台东站迁移至郭口路。[參⁠ 8]
- 2013年12月15日11时，位于郭口路的某施工项目基坑边坡发生小部分塌陷，造成电车线路电杆倒伏致供电中断，途经30路线电车因故停驶；次日，30路线暂改为汽车运营，台东站点临时迁至辽宁路东口并2路线上行站点；不日电车恢复运营后，终点暂于利津路电车保修场内掉头。
- 2014年11月5日起，30路线台东站恢复设在郭口路上的位置，不再与2路并站。